# Anita Neil
Doris Anita Neil (née le 5 avril 1950 à Wellingborough) est une athlète britannique spécialiste du sprint. Affiliée au London Olympiades, elle mesure 1,63 m pour 55 kg.

## Biographie

### Palmarès
| Date | Compétition                      | Lieu      | Résultat | Épreuve    | Performance |
| ---- | -------------------------------- | --------- | -------- | ---------- | ----------- |
| 1968 | Jeux olympiques d'été            | Mexico    | 7e       | 4 × 100 m  | 43 s 8      |
| 1969 | Championnats d'Europe            | Athènes   | 3e       | 100 mètres | 11 s 8      |
| 1969 | Championnats d'Europe            | Athènes   | 3e       | 4 × 100 m  | 44 s 3      |
| 1970 | Jeux du Commonwealth britannique | Édimbourg | 2e       | 4 × 100 m  | 44 s 2      |
| 1971 | Championnats d'Europe            | Helsinki  | 8e       | 100 mètres | 11 s 8      |
| 1971 | Championnats d'Europe            | Helsinki  | 6e       | 4 × 100 m  | 44 s 9      |
| 1972 | Jeux olympiques d'été            | Munich    | 7e       | 4 × 100 m  | 43 s 71     |

### Records
| Épreuve    | Performance | Lieu | Date |
| ---------- | ----------- | ---- | ---- |
| 100 mètres | 11 s 3      |      | 1971 |